# نوى

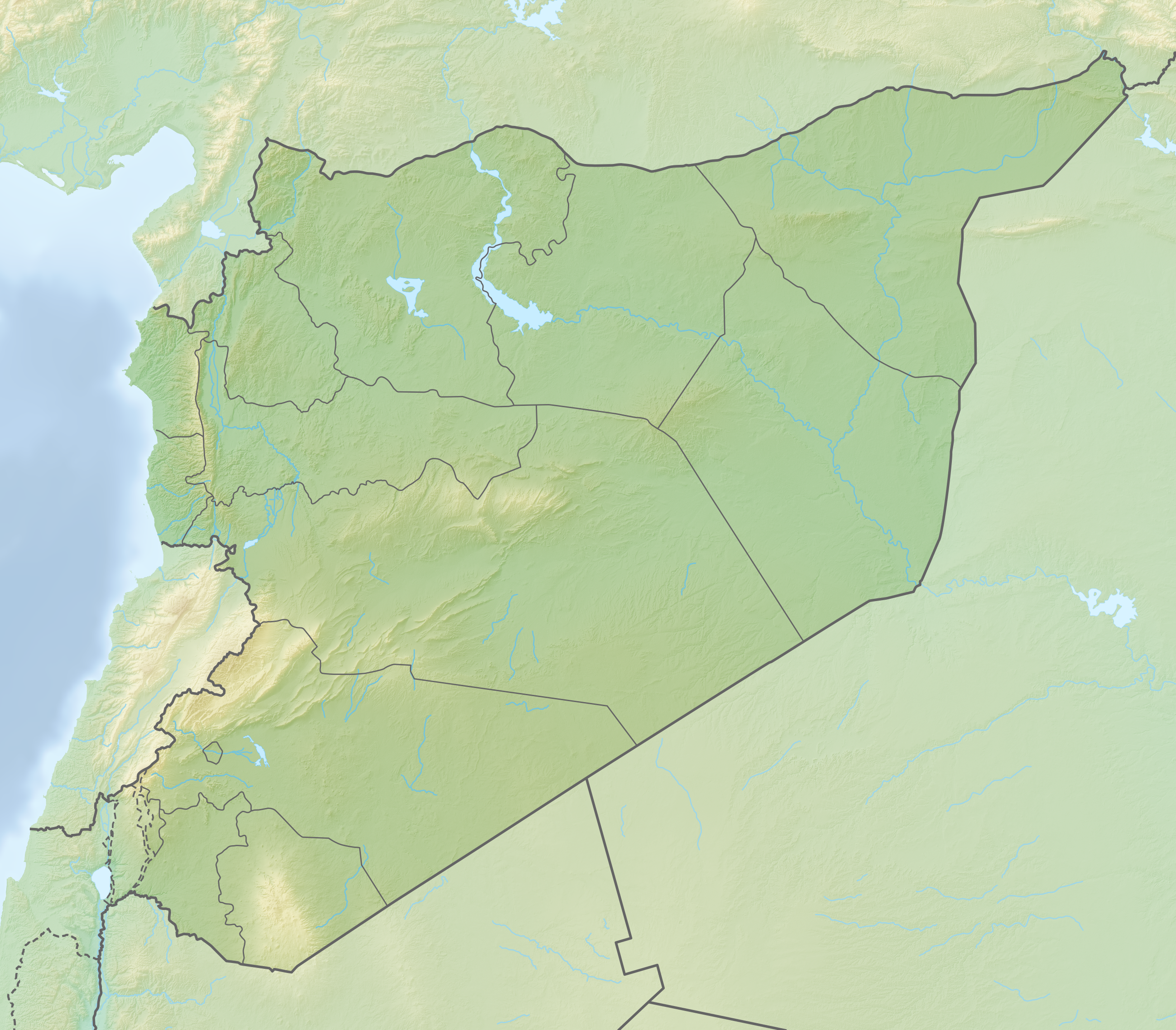

نوى مدينة سورية تقع شمال غرب سهل حوران وتتبع إداريا لمحافظة درعا تبعد عن العاصمة دمشق 85 كم وعن مدينة درعا 40 كم. وعن الحدود السورية الفلسطينية 10كم. يبلغ عدد سكان مدينة نوى حوالي 100 ألف نسمة. يعتمد غالبية السكان على زراعة الخضراوات بأنواعها كالبطاطا والبندورة. تشتهر نوى بزراعة الحبوب كالقمح والشعير والحمّص. كما يوجد في مدينة نوى عدد من أشجار الزيتون المثمره وكروم العنب.
يوجد في مدينة نوى مشفى وطني ومشفى خاص ومركز إنعاش الريف ومركز ثقافي وناد رياضي. كما يوجد بالمدينة واحد من المساجد العمرية المنتشرة في محافظة درعا والتي تم بنائها على يد الخليفة أبو حفص عمر بن الخطاب رضي الله عنه.

## وجه التسمية
سمّيت المدينة بنوى لأنها على شكل نواة ولا يمكن للناظر أن يرى المدينة كاملة من جهة واحدة. تمتد المدينة يما يقارب 7 كيلومتر طولاً من الشمال إلى الجنوب، و 6 كيلوميتر عرضا من الغرب إلى الشرق.

## جغرافية
جو نوى معتدل وارتفاعها عن سطح البحر 600 مترا. يتساقط الثلج في بعض الأحيان كما أن المدينة تتميز بالجو الرائع خلال فصل الصيف.
تحاط مدينة نوى بتلال منها:
- تل الجابية الذي كان عاصمة للغساسنة بالقرن الأول قبل الميلاد والذي عقد به أمير المؤمنين عمر بن الخطاب مؤتمر الجابية الشهير بعد معركة اليرموك
- تل الجموع الذي جمع فيه الصحابي الجليل خالد بن الوليد  جند المسلمين قبل معركة اليرموك الشهيرة التي دارت رحاها على أرض حوران
- تل أم حوران وهو رمز من رموز حوران
- تل السن
- تل الهش

وبحيرات منها:
- بحيرة الجبيلية أو سد الجبيلية، 8 كم جنوب غرب مدينة نوى.
- سد الدبارة 7 كم شرق المدينة.

كما تمر قناة صناعية بطرف المدينة من جهة الشمال كما يوجد عشرات الآبار الأرتوازية والينابيع والسيول.

## الآثار التاريخية
يوجد في مدينة نوى العديد من الآثار التاريخية من بينها:
- ضريح سام ابن نوح عليهما السلام
- مقام الإمام محي الدين شرف النووي
- آثار رومانية ومعابد وثنية

كما يوجد في قرية الشيخ سعد التي في جهة الجنوب وتتبع لمدينة نوى:
- مقام النبي أيوب (البحيرة)
- مقام الصحابي سعد بن عبادة

## أعلام
تفتخر نوى بعلم من أعلام الأمة الإسلامية وهو الامام محي الدين أبو زكريا يحيى بن شرف بن مري النووي نسبة إلى نوى ولا يكاد يخلُ بيت مسلم من أحد مؤلفاته ومنها رياض الصالحين والأذكار والأربعون النووية.
وقد كان لأبناء مدينة نوى دور في طرد الاحتلال الفرنسي فمن أبنائها المجاهدين المجاهد ياسين سليمان الفشتكي أبو سليمان فهو كان من المجاهدين البارزين في مقاومة هذا الاحتلال وقد شارك في معركة المسيفرة وكان من الذين اعتقلوا ومعه نجم الصقر وعبد الجواد صلاح الصقر ومجموعة من المجاهدين وقد حكموا بالإعدام من قبل محاكم قوات الاحتلال الفرنسية وتم إلغاء هذا الحكم خوفا من اشتعال نار الثورة من جديد.
- ومن أبنائها أيضا طعمة العودة الله إذ كان قائد سلاح المدرعات وكان له الدور الكبير في إخماد تمرد الدروز في جبل حوران (محافظة السويداء حاليا) عندما تمردوا على حكم أديب الشيشكلي رئيس سوريا آنذاك بدعم من بريطانيا عن طريق الأردن فوجه سلاح المدرعات إلى الجبل وأخمد التمرد وكان له الدور الريادي بإنجاح الوحدة بين سوريا ومصر في عهد الرئيس الراحل جمال عبد الناصر حيث شغل منصب وزير الشؤون البلديّة والقرويّة في حكومة الوحدة ومن مناقبه أيضا أنه تبرع بمنزله لإنشاء أول ثانوية في مدينة نوى وقد ضمت ثلاثة عشر طالبًا منهم محمد علي شرف ابن المجاهد طعمة محسن شرف وقد أمعن مصطفى طلاس بالتهجم على طعمة العودة الله في مذكراته حيث أن طلاس كان مجنداً تحت إمرة طعمة العودة الله وقد تعرض طلاس للإهانة من قبله أكثر من مرة.
- من أبنائها المجاهد والزعيم المحلي مطلق المذيب الذي يعد بحق شيخ المجاهدين في نوى وجوارها من خلال زعامته الوطنية والعشائرية والاجتماعية حيث تحدى السلطات العثمانية وثار ضدها فصادرت أملاكه وحرقت منزله ونفته إلى إسطنبول ثم أنه لم يتوان في التصدي للفرنسيين وشارك في معارك الثورة السورية الكبرى مما عرضه للنفي إلى الإردن في ضيافة الملك عبد الله الأول اشتهر بحكمته وفراسته وعدالته في قضائه بين الناس على الطريقة العشائرية حتى أصبح مضرب مثل في المنطقة.

## نوى والثورة السورية
كانت مدينة نوى في طليعة المدن التي لبّت نداء الفزعة في 2011.3.21. وخرج ما يقارب 60000 نسمة من المدينة سيراً على الأقدام لنصرة أهلهم في درعا البلد. تعرضت المدينة للحصار بعد حادثة الهجوم على مبنى الأمن العسكري بتاريخ 2011.4.21 واستمر الحصار الخانق حتى تاريخ 2011.5.17. ثم تم اجتياح المدينة بواسطة 30000 جندي وأكثر من 250 دبابة وآلية عسكرية. ارتكبت في المدينة الكثير من الانتهاكات والمجازر أشهرها مجزرة ساحة الجامع. قدمت المدينة الكثير من الشهداء والمعتقلين والمجاهدين.